# NGC 4
NGC 4 é uma galáxia lenticular (S0) localizada na direcção da constelação de Pisces. Possui uma declinação de +08° 22' 26" e uma ascensão recta de 0 horas, 07 minutos e 24,5 segundos.
A galáxia NGC 4 foi descoberta em 29 de Novembro de 1864 por Albert Marth.